# 斯托基特 (蒙大拿州)
斯托基特（英語：Stockett）是位於美國蒙大拿州喀斯喀特縣的普查規定居民點。

## 歷史
斯托基特的郵局自1898年營運至今。

## 人口
根據2020年美國人口普查的數據，斯托基特的面積為4.06平方千米，皆為陸地。當地共有人口157人，而人口密度為每平方千米38.67人。